# Maslenica (blagdan)
Maslenica (ruski : Масленица, ukrajinski: Масниця, bjeloruski: Масьленіца) je vjerski i tradicijski blagdan istočnih Slavena. Slavi se u posljednjem tjednu prije Velike korizme, tj., sedmi tjedan prije pravoslavnoga Uskrsa. Maslenica je slična zapadno-kršćanskim pokladama. Pravoslavna korizma počinje u ponedjeljak, umjesto u srijedu kod katolika, a pravoslavni datum Uskrsa obično se razlikuje od datuma Uskrsa na kršćanskom Zapadu.
Maslenica ima svoje korijene u poganskoj i kršćanskoj tradiciji. U slavenskoj mitologiji, Maslenica je proslava skoroga kraja zime.
S kršćanskoga gledišta, Maslenica je tjedan prije početka Velike Korizme. Tijekom tjedna Maslenice, meso je već zabranjeno pravoslavnim kršćanima. Dopušteni su mlijeko, sir i drugi mliječni proizvodi, pa je po "maslacu" - "Maslenica" dobila ime. Glavno jelo za vrijeme Maslenice su palačinke (ruski: blini). U Ukrajini se za Maslenicu jedu vareniki (vrsta knedli, punjeno tijesto).
Tijekom pravoslavne korizme, zabranjeni su za jelo: meso, riba, mliječni proizvodi i jaja. Nadalje, korizma također isključuje zabave, svjetovnu glazbu, ples i druge smetnje duhovnom životu. Maslenica predstavlja posljednju priliku, da se konzumiraju mliječni proizvodi (do Uskrsa) i da se sudjeluje u društvenim događanjima i zabavama, koje neće biti prikladne za vrijeme korizme, kada se više vodi molitveni, trijezni i duhovni život.